# Fritz Mattick
Wilhelm Fritz Mattick (* 17. Mai 1901 in Dresden; † 3. Januar 1984 in Berlin) war ein deutscher Botaniker mit dem Schwerpunkt der Moosforschung (Bryologie). Sein botanisches Autorenkürzel lautet „Mattick“.

## Leben

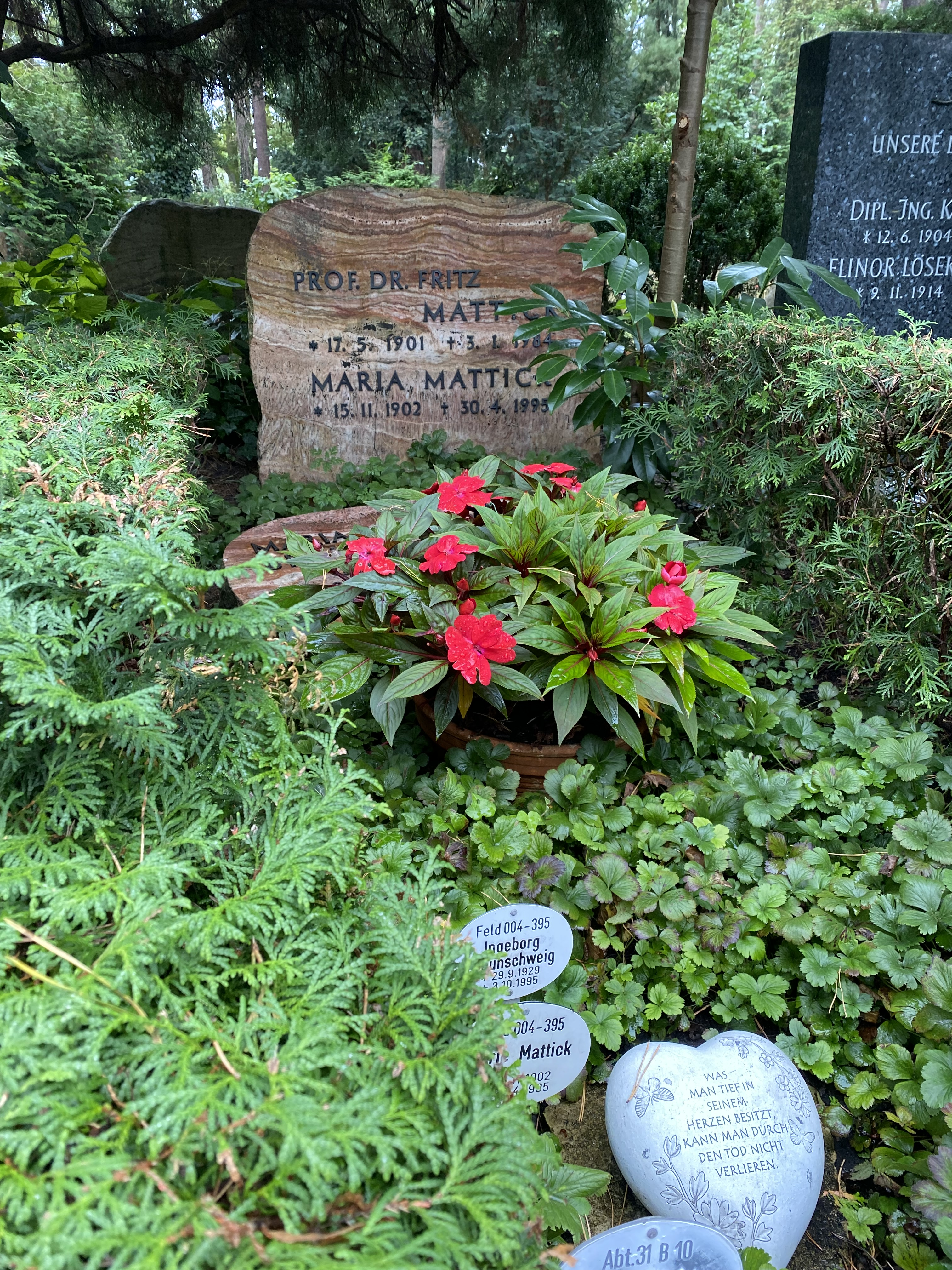
Grabstätte (Feld 004-395)

Mattick besuchte 1914 das Lehrerseminar und wurde Lehrer in Dresden, wobei er parallel sein Studium absolvierte. 1927 promovierte er zum Dr. rer. techn. an der Technischen Hochschule Dresden. Nachdem er bereits einige Zeit an der Technischen Hochschule Dresden neben seiner Lehrertätigkeit als wissenschaftlicher Mitarbeiter wirkte, wechselte er 1931 vollständig in den wissenschaftlichen Dienst.
Von 1932 bis 1945 wurde er wissenschaftlicher Assistent am Botanischen Museum Berlin-Dahlem und betreute dort die Flechtensammlung, zudem übernahm er die Leitung der pflanzengeographischen Kartierung. Aus politischen Gründen wurde eine Verlängerung seiner Tätigkeit in Dahlem 1945 abgelehnt, Mattick wechselte in die Arbeitsgruppe von Reinhold Tüxen in Stolzenau und blieb dort bis 1947. Ab 1947 wurde er erneut in Dahlem angestellt und erhielt 1953 die Position als Kurator.
1958 wurde er Professor für Pflanzengeographie an der Freien Universität Berlin. 1959 gründete Mattick gemeinsam mit Johannes Gerloff die Zeitschrift Nova Hedwigia, die sich auf die Forschung an Kryptogamen wie Moose, Flechten, Pilze und Algen konzentrierte; außerdem war er Herausgeber der Zeitschrift Willdenowia. Seine Emeritierung erfolgte 1966, er war allerdings auch danach noch regelmäßig am Museum tätig.
Mattick baute einen Karteikartenkatalog mit Literaturnachweisen zu Lichen (Flechten) auf, die vor 1950 veröffentlicht wurden. Peter Scholz und Harrie J. M. Sipman führten den Katalog weiter. Inzwischen ist er als „Mattick's Literature Index“ online erreichbar und durchsuchbar.
Fritz Mattick starb 1984 im Alter von 82 Jahren in Berlin. Sein Grab befindet sich auf dem Waldfriedhof Dahlem.